# Iza Bieżuńska-Małowist

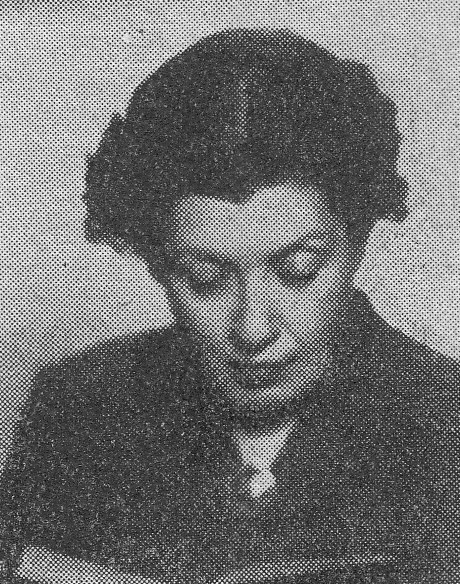
Iza Bieżuńska-Małowist w latach 60.

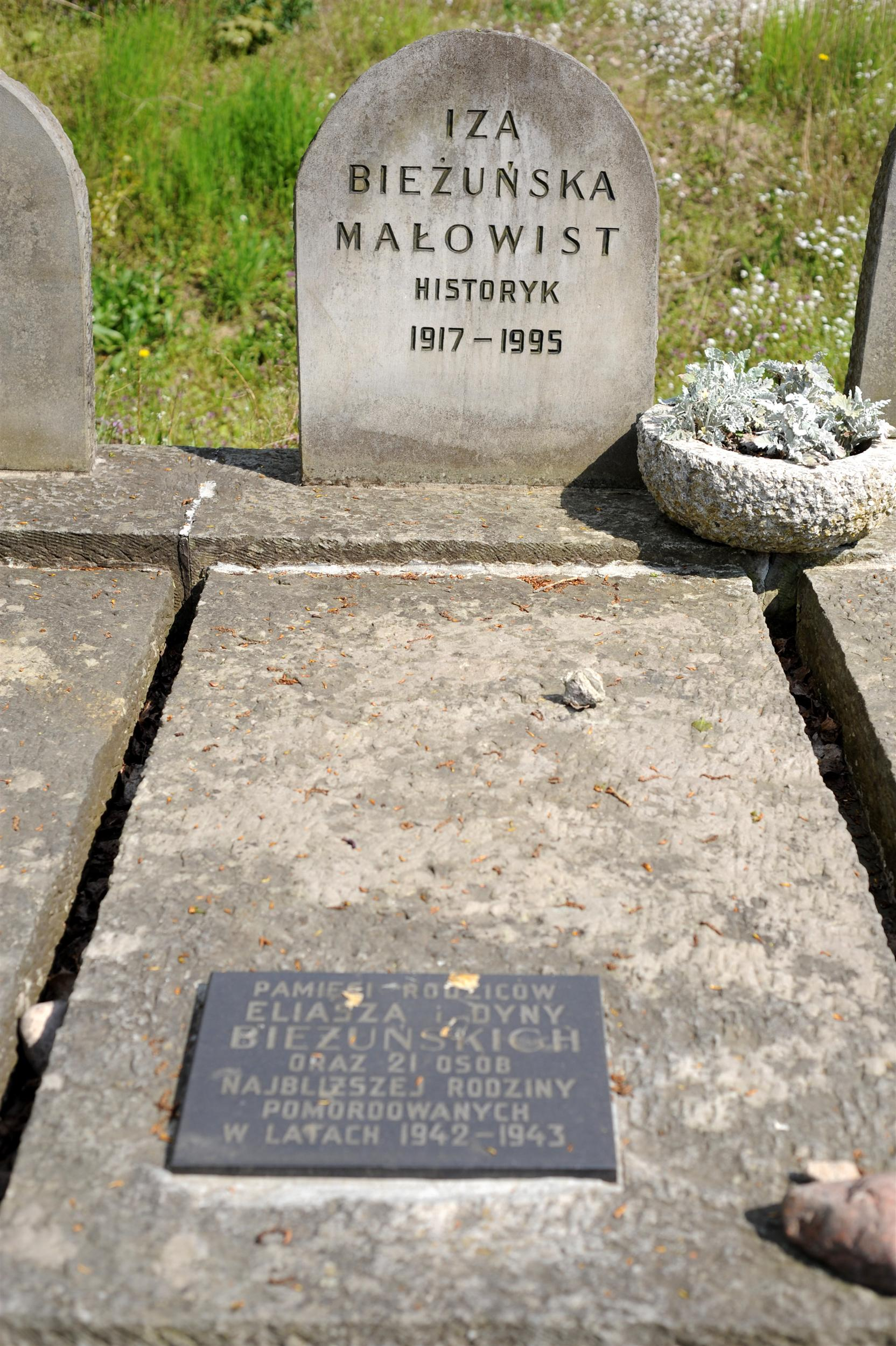
Grób Izy Bieżuńskiej-Małowist na cmentarzu żydowskim przy ulicy Okopowej w Warszawie

Iza Bieżuńska-Małowist (ur. 1 stycznia 1917 w Warszawie, zm. 27 lipca 1995 w Nieborowie) – polska historyk starożytności, profesor nauk humanistycznych, nauczyciel akademicki w Instytucie Historycznym Uniwersytetu Warszawskiego.

## Życiorys
Iza (Idess – oficjalnie zmieniła imię w listopadzie 1947 roku) Bieżuńska urodziła się 1 stycznia 1917 roku w Warszawie w rodzinie żydowskiej, jako córka Eliasza Bieżuńskiego (kupca i właściciela kamienic) i Dyny z domu Prawda. Miała starszą siostrę Rajzlę. Do 1929 roku, z powodu choroby serca, uczyła się w domu. Naukę szkolną rozpoczęła od czwartej klasy. W 1934 roku ukończyła gimnazjum humanistyczne Janiny Święcickiej w Warszawie i rozpoczęła studia historyczne oraz filologiczne na Wydziale Humanistycznym Uniwersytetu Warszawskiego. Brała udział w zajęciach prowadzonych przez uczonych, m.in. filologów: Tadeusza Zielińskiego, Aleksandra Turyna, Władysława Strzeleckiego, Jerzego Manteuffla oraz historyków: Tadeusza Wałka-Czerneckiego i Zdzisława Zmigrydera-Konopki. Od trzeciego roku studiów redagowała, pod kierunkiem Zdzisława Zmigrydera-Konopki, bibliografię historii starożytnej, ukazującą się w Przeglądzie Klasycznym. W 1938 roku, na podstawie pracy „Emancypacja kobiety greckiej w świetle źródeł papirusowych”, została magistrem filozofii w zakresie historii. Pomimo zdania kilku egzaminów i uzyskania prawa uczęszczania na seminarium, nie ukończyła studiów filologicznych. W tym samym roku została asystentką Zmigrydera-Konopki w Wolnej Wszechnicy Polskiej, gdyż nie mogła zostać zatrudniona na Uniwersytecie Warszawskim z powodu żydowskiego pochodzenia, a także wyjechała, jako najmłodszy uczestnik, na VIII Międzynarodowy Kongres Historyków w Zurychu. W latach 1937–1939 odbyła w gimnazjum im. Cecylii Goldman-Landauowej, pod kierunkiem Mariana Małowista, praktykę nauczycielską. W 1939 roku, przed wybuchem II wojny światowej, ukazała się francuska wersja jej pracy magisterskiej, pt. „Etudes sur la condition juridique et sociale de la femme grecque en Egypte gréco-romaine”.
Po utworzeniu getta żydowskiego w Warszawie, na tajnych kompletach domowych oraz w żeńskich gimnazjach żydowskich: Felicji (Frydy) Mirlasowej (ul. Długa 50) oraz gimnazjum im. Cecylii Goldman-Landauowej (ul. Przejazd 5), prowadziła naukę historii i greki. W lipcu 1942 roku opuściła potajemnie getto (w czym pomogli jej Aleksander Gieysztor i Witold Kula) i ukrywała się w kilku mieszkaniach (m.in. w domu Stanisława Sendorowskiego na Żoliborzu). Udało jej się również wyprowadzić z getta swoich rodziców, ale gospodyni, u której zamieszkali rodzice, zadenuncjowała Bieżuńskich (zostali najprawdopodobniej rozstrzelani na Gęsiówce). Podczas okupacji Bieżuńska straciła całą bliższą i dalszą rodzinę, w tym ponad dwadzieścia osób w getcie warszawskim. We wrześniu 1944 roku, w trakcie powstania warszawskiego, poprzez obóz w Pruszkowie, opuściła Warszawę znajdując schronienie w Jeżowie.
W 1945 roku wróciła do Warszawy i została zatrudniona jako referent do spraw personalnych w Departamencie Nauki i Szkół Wyższych Ministerstwa Oświaty (do listopada 1947), a także na stanowisku starszego asystenta naukowego w Instytucie Historycznym Uniwersytetu Warszawskiego. W 1947 roku uzyskała stopień doktora na podstawie pracy „Z zagadnień niewolnictwa w okresie hellenistycznym (Quelques problèmes de l’esclavage dans la période héllenistique)” (wydana w 1949). W tym samym roku wyjechała do Paryża na pierwsze powojenne stypendium rządu francuskiego. Tam, za sprawą rekomendacji przedstawionej przez epigrafika Louisa Roberta, została przyjęta do Association pour l’Encouragement des Études Grecques. Również w tym samym roku poślubiła Mariana Małowista (1909–1988). W 1951 roku rozprawą habilitacyjną „Poglądy nobilitas okresu Nerona i ich podłoże gospodarczo-społeczne” (wydana w 1952) otrzymała stopień doktora habilitowanego, w 1954 tytuł profesora nadzwyczajnego, a w 1973 roku profesora zwyczajnego. Od 1952 pracowała na stanowisku kierownika Katedry Historii Starożytnej w Instytucie Historycznym Uniwersytetu Warszawskiego, a od 1969 roku była kierownikiem Zakładu Historii Starożytnej, którą to funkcję sprawowała do chwili przejścia na emeryturę w 1987. Przez wiele lat wchodziła w skład Rady Redakcyjnej Przeglądu Historycznego i była zastępcą redaktora naczelnego.
Specjalizowała się w dziejach społecznych i gospodarczych świata hellenistycznego i rzymskiego, problematyce niewolnictwa, w tym szczególnie niewolnictwa w Egipcie hellenistycznym i rzymskim, oraz historią kobiet w starożytności. W uznaniu jej dorobku naukowego w 1959 roku wygłosiła wykład w paryskiej Académie des Incriptions et Belles Lettres, w 1971/1972, jako visiting member of Clare Hall, przebywała w Cambridge, w latach 1974/1975 i 1980 w Institute for Advanced Study w Princeton, a w 1981/1982 prowadziła wykłady jako Gastprofessor na Uniwersytecie w Hamburgu. Ponadto brała udział w pracach Groupe International de Recherches sur l’Esclavage dans l’Antiquité (GIREA) – grupy naukowców zajmujących się niewolnictwem starożytnym oraz pracowała w redakcji dwóch poważnych pism starożytniczych: „Klio. Beiträge zur Alten Geschichte” (od 1959) i „Eirene. Studia graeca et latina” (od 1964). W Polsce Bieżuńska należała m.in. do Komitetu Nauk o Kulturze Antycznej Polskiej Akademii Nauk oraz była przewodniczącą (powołanej w 1986 roku przez rektora UW) Rady Kultury Antycznej. Była uczona o międzynarodowej sławie i spędziła kilka lat w ważnych ośrodkach uniwersyteckich. W roku akademickim 1971/1972 wyjechała do Cambridge jako visiting member of Clare Hall, dwukrotnie gościła w Princeton w Institute for Advanced Study, pierwszy raz 1974/1975 roku, potem w 1980 roku. W roku akademickim 1981/1982 prowadziła cykl wykładów i zajęć jako Gastprofessor w Hamburgu. W 1982 otrzymała tytuł doktora honoris causa Uniwersytetu w Besançon we Francji.
Zmarła 27 lipca 1995 w Nieborowie, pochowana na cmentarzu żydowskim w Warszawie przy ulicy Okopowej (kwatera 2, rząd 1).

## Uczniowie
Jej uczniami są: Benedetto Bravo, Hanna Geremek, Maria Jaczynowska, Jerzy Kolendo, Ryszard Kulesza, Włodzimierz Lengauer, Tadeusz Łoposzko, Adam Łukaszewicz, Jan Trynkowski, Ewa Wipszycka-Bravo, Małgorzata Wojciechowska, Edward Zwolski.

## Publikacje
- Położenie prawne kobiety greckiej w świetle źródeł papirusowych, „Przegląd Historyczny”, 35, 1939, s. 7-24.
- Études sur la condition juridique et sociale de la femme grecque en Égypte gréco-romaine, Leopoli 1939
- Źródła dopływu niewolników w okresie hellenistycznym, „Przegląd Historyczny”, 37, 1948, s.  103-120.
- Les institutions politiques romanines d’après les travaux de Zdzisław Zmigryder Konopka, „Revue Historique de Droit Français et Etranger”, IV 26, 1949, s. 1-27
- Z zagadnień niewolnictwa w okresie hellenistycznym, Warszawa-Wrocław 1949
- Poglądy nobilitas okresu Nerona i ich podłoże gospodarczo-społeczne, Warszawa 1952
- Sytuacja wewnętrzna Aten w dobie wojny peloponeskiej, „Arystofanes. Materiały sesji naukowej Komitetu Nauk o Kulturze Antycznej PAN zorganizowanej na apel Światowej Rady Pokoju w 2400 rocznicę urodzin poety 3-4 grudnia 1954 roku”, Wrocław 1957, s.1-20
- Dzieje starożytnej Grecji, Warszawa 1958
- Poglądy Cicerona na zadania i obowiązki męża stanu, „Kwartalnik Historyczny”, 65, 1958, s. 353-367
- L’extension du droit de cité romaine en Egypte au I et II siècles de l’Empire, „Proceedings of the IX International Congress of Papyrlogy”. Oslo 1961, s. 277-285
- Les affranchis dans les papyrus de l’époque ptolemaїque et romaine, „Atti dell’ IX Congresso Internazionale di Papirologia Milano 2-8 settembre 1965”, Milano 1966, s. 433-443
- Les esclaves payant  l’apophora dans l’Egypte gréco-romaine, Journal of Juristic Papyrology”, 15, 1965, s.65-72
- Ruch abolicjonistyczny a problem niewolnictwa starożytnego w historiografii XIX w., „Wiek XIX. Prace ofiarowane Stefanowi Kieniewiczowi w 60 rocznicę urodzin”, Warszawa 1967, s. 159-166
- Les esclaves en copropriété dans l’ Egypte gréco-romaine, „Aegyptus”, 48, 1968, s. 116-129
- Główne kierunki badań nad niewolnictwem starożytnym we współczesnej historiografii, „Przegląd Historyczny”, 59, 1968, s. 349-365
- L’esclavage dans l’Égypte gréco-romaine. Première partie: Période ptolémaїque, Wrocław-Warszawa-Kraków-Gdańsk 1974
- Storia sociale ed economica dell’età classica negli studi polacchi contemporanei, Milano 1975
- L’esclavage dans l’Égypte gréco-romaine. Seconde partie: Période romaine, Wrocław-Warszawa-Kraków-Gdańsk 1977
- La schiavitὺ nell’Egitto greco-romano, Roma 1984
- Schiavitὺ e produzione nella Roma republicana. Roma 1986
- Niewolnictwo (wspólnie z Marianem Małowistem), Warszawa 1987
- W kręgu wielkich humanistów. Kultura antyczna na Uniwersytecie Warszawskim po I wojnie światowej, Warszawa 1991
- La schiavitὺ nel mondo antico, Napoli 1991
- Kobiety Antyku. Talenty, ambicje, namiętności., Warszawa 1993
- Studien zur rechtlichen und gesellschaftlichen Stellung der griechischen Frau im griechisch-römischen Ägypten[9], Konstanz, 2019

## Ordery i odznaczenia
- Krzyż Kawalerski Orderu Odrodzenia Polski[6]
- Medal 10-lecia Polski Ludowej (19 stycznia 1955)[10]

## Upamiętnienie
W roku 1996 ukazał się numer Przeglądu Historycznego poświęcony pamięci Izy Bieżuńskiej-Małowist (rok 1996, Tom 87, zeszyt 2).  
W 20. rocznicę śmierci Izy Bieżuńskiej-Małowist ukazał się poświęcony jej numer specjalny Przeglądu Historycznego (rok 2016, tom 107, zeszyt 3).
W roku 2019 nakładem UVK Verlagsgesellschaft mbH (Konstancja, 2019) ukazało się  niemieckie tłumaczenie pracy magisterskiej Izy Bieżuńskiej-Małowist wydanej w 1939 roku po francusku, której nieliczne egzemplarze przetrwały w bibliotekach i zbiorach prywatnych.  